# Demodex
Demodex (лат.) или Железница — род паразитических клещей, живущих внутри или около волосяных фолликулов млекопитающих. Относится к отряду тромбидиформных клещей. Известны около 65 видов из рода Demodex; это одни из самых мелких членистоногих. Известно два вида, обитающих на человеке: Demodex folliculorum и Demodex brevis; оба часто называются ресничными клещами. Demodex canis обитает на домашних собаках. Инфестация представителями этого рода повсеместна и обычно протекает без симптомов, хотя иногда клещи способствуют развитию некоторых кожных заболеваний. Излечивается при помощи эмульсии бензилбензоата.

## Demodex folliculorumиDemodex brevis
Demodex folliculorum и Demodex brevis обычно обнаруживаются на людях. D. folliculorum впервые описан в 1842 году Густавом Симоном; D. brevis распознан как отдельный вид в 1963 году Акбулатовой. D. folliculorum обитает в волосяных сумках, тогда как D. brevis — в сальных железах, связанных с волосяными сумками. Обоих находят в основном на лице, около носа, ресниц и бровей, но также они встречаются в любых других местах тела.
Взрослые клещи достигают всего 0,3—0,4 мм, D. brevis несколько короче, чем D. folliculorum. У них полупрозрачное вытянутое тело, состоящее из двух слитных отделов. На переднем отделе расположены восемь коротких сегментированных лапок. Тело покрыто чешуйками, помогающими закрепляться в волосяном фолликуле; с помощью спицевидного ротового аппарата клещ поедает клетки кожи, гормоны и жиры (секрет сальных желёз), скапливающиеся в волосяных сумках. Клещ может покинуть фолликул и передвигаться по коже со скоростью 8–16 мм/час (в основном по ночам, поскольку света они стараются избегать).
Самки Demodex folliculorum несколько короче и круглее самцов. И у самок, и у самцов Demodex есть половое отверстие, оплодотворение внутреннее. Спаривание происходит в устье фолликула, яйца клещи откладывают внутри волосяного фолликула или сальной железы. Шестиногие личинки вылупляются через 3—4 дня, развиваются во взрослых особей за неделю. Всего клещ Demodex живёт несколько недель, после чего его труп разлагается внутри фолликула или сальной железы.
Поражённость клещом увеличивается с возрастом: их носит треть детей и молодых людей, половина взрослых и 2/3 пожилых. Возможно, меньшая поражённость детей происходит от того, что они выделяют куда меньше кожного сала. Обследование на клеща производится весьма просто путём аккуратного выдёргивания ресницы или волоска из брови и рассмотрения его под микроскопом.

## Клещи у человека
Клещи передаются при соприкосновении волос, бровей и сальных желёз в области носа. Различные виды животных переносят различные виды демодексов; известен только один вызываемый им зооноз.
В подавляющем большинстве случаев наличие клещей незаметно и не сопровождается какими-либо симптомами, но в отдельных случаях, обычно в связи с подавленным состоянием иммунной системы, связанным с болезнью или стрессом, численность клещей резко возрастает, что приводит к состоянию, известному как демодекоз, характеризующемуся зудом, воспалением и другими проблемами на коже. Блефарит (воспаление век) также может вызываться клещами Demodex.
Есть основания полагать, что клещи Demodex связаны с проявлением некоторых форм розовых угрей, вероятно, из-за бактерий Bacillus oleronius, обнаруживаемых в клещах.

## Demodex canis
Клещи вида Demodex canis обитают в основном на домашних собаках, но иногда поражают и людей. Хотя большинство инфестаций комменсальны и потому бессимптомны.
Эти клещи обитают достаточно глубоко в дерме и передача обычно возможна только при длительном прямом контакте, например от суки к щенку при кормлении молоком. Соответственно, на начальной стадии наиболее обыкновенные места поражения демодекозом — морды, передние лапы, области глазных орбит.